# Hoppskott

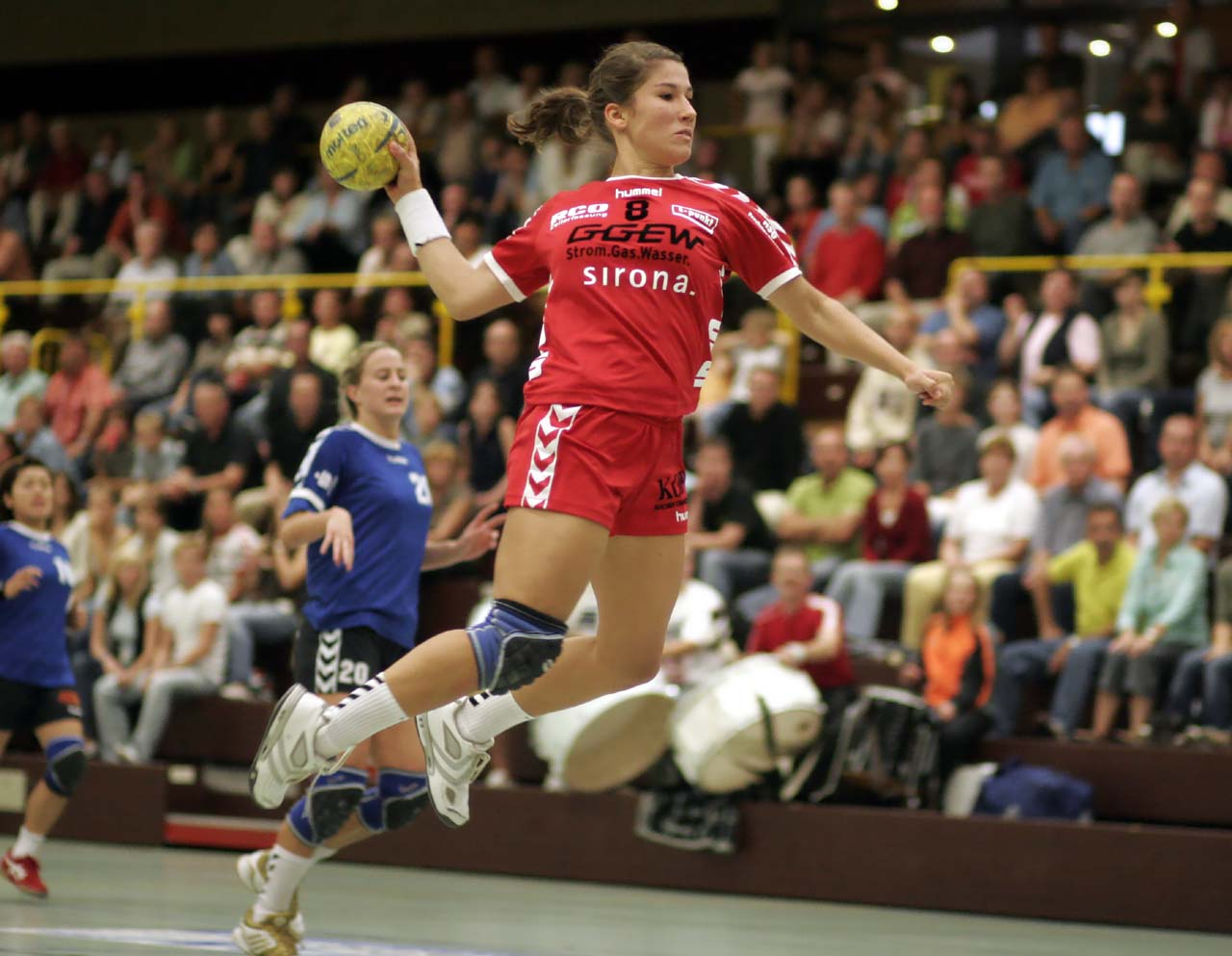
Handbollsspelare som skjuter medan hon befinner sig i luften.

Hoppskott är en sportterm som syftar på ett tekniskt avancerat moment som innefattar hopp och skott. Vid hoppskott befinner sig skytten i luften i skottögonblicket och kan på så sätt utnyttja hela kroppens rörelsefrihet till att ge kraft åt skottet.
Hoppskott förekommer framförallt i handboll och basket, men förekommer även i andra bollsporter, såsom fotboll, där en särskild form är den så kallade cykelsparken (bicykleta).
Vissa spelare kan vara kända för att ha just ett bra hoppskott.